# Hadley Richardson
Elizabeth Hadley Richardson (San Luis, Misuri, 9 de noviembre de 1891-Lakeland, Florida, 22 de enero de 1979) fue la primera esposa del escritor estadounidense Ernest Hemingway. Tras un noviazgo de menos de un año los dos se casaron en 1921 y se mudaron a París a los pocos meses de la boda. En París, Hemingway siguió una carrera como escritor y, por medio de él, Richardson tuvo ocasión de conocer a otros escritores estadounidenses y británicos expatriados.
En 1926, Richardson se enteró del romance de Hemingway con Pauline Pfeiffer. Pfeiffer había sido la mejor amiga de Richardson y había vivido y viajado con los Hemingway. Richardson se divorció de Hemingway en 1927. En 1933, Richardson se volvió a casar por segunda vez esta vez con el periodista Paul Mowrer, al que había conocido en París.

## Primeros años de vida
Elizabeth Hadley Richardson nació el 9 de noviembre de 1891 en San Luis, Misuri, y es la menor de cinco hermanos. La madre de Richardson, Florence Wyman Richardson (de soltera Hadley), era una destacada música y cantante, y su padre, James Richardson Jr., trabajaba para una empresa farmacéutica familiar. Cuando era niña, Hadley se cayó de la ventana de un segundo piso y, a consecuencia de ello, estuvo postrada en cama durante un año. Después del accidente, su madre se volvió demasiado protectora y no le permitió a Hadley aprender a nadar ni realizar otras actividades físicas. El padre de Hadley era menos protector, pero en 1903 se suicidó en respuesta a dificultades financieras.
Siendo una adolescente, Richardson se volvió terriblemente tímida y solitaria. Asistió al Mary Institute en San Luis y luego asistió a la universidad en Bryn Mawr. Sin embargo, cuando su madre decidió que Richardson era "demasiado delicada, tanto física como emocionalmente", dejó la universidad. La muerte de su hermana Dorothea en el incendio de un apartamento a principios de ese año pudo haber contribuido a la decisión de Richardson de abandonar la universidad. El investigador sobre Hemingway, Jamie Barlowe, cree que Richardson representó una "auténtica mujer" en contraposición a una "nueva mujer" de principios del siglo XX. La "auténtica mujer" era "emocional, dependiente, gentil, una auténtica seguidora."
De vuelta de la universidad, Richardson vivió una vida restringida (su hermana y su madre seguían preocupándose por su salud) con pocas oportunidades para realizar actividad física o gran parte de una vida social. Su madre permitió que Richardson visitara a su excompañera de habitación de Bryn Mawr, Edna Rapallo, en Vermont un verano. Mientras visitaba a su amiga, le gustaba jugar tenis y conoció a Maxfield Parrish, pero cuando su madre se preocupó por su bienestar, se vio obligada a regresar a casa. Mientras su madre se volvía solitaria y se sumergía en el espiritismo, Richardson pasó algunos años intentando trazar una carrera como pianista, hasta que abandonó la música, creyendo que le faltaba talento. Más tarde actuó semanalmente en una iglesia. Cuando su madre desarrolló la enfermedad de Bright, Richardson la cuidó hasta su muerte. 

## Ernest Hemingway

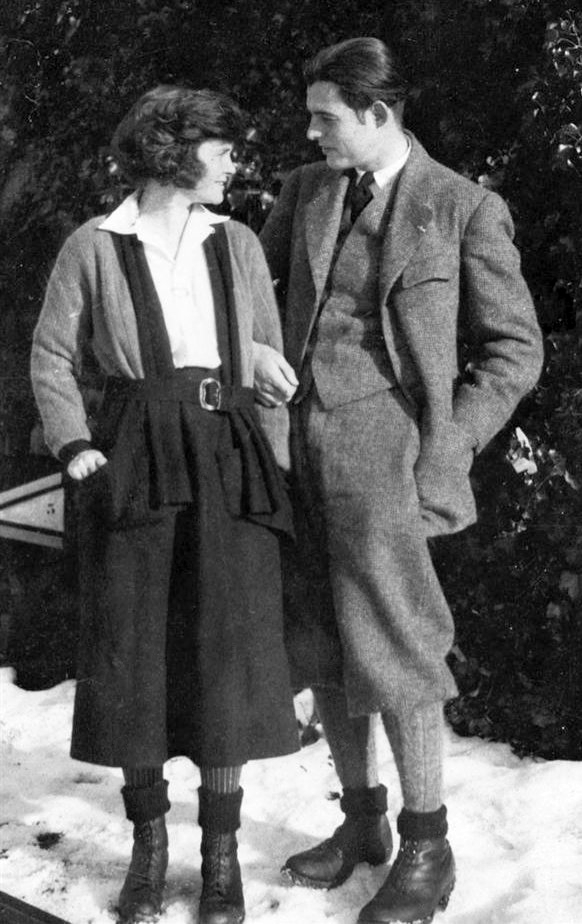
Richardson y Ernest Hemingway en Suiza, 1922

Poco después de la muerte de su madre, en diciembre de 1920, Richardson visitó a su antigua compañera de habitación Kate Smith (quien más tarde se casó con John Dos Passos) en Chicago, y a través de ella conoció a Hemingway, que vivía con el hermano de Smith y trabajaba como editor asociado de la revista mensual Cooperative Commonwealth. Cuando Richardson regresó a San Luis, Hemingway, que se había enamorado de ella, escribió: «Sabía que ella era la chica con la que me iba a casar». Richardson, ocho años mayor que Hemingway, era pelirroja y tenía un "instinto cariñoso". Bernice Kert, autora de The Hemingway Women, afirma que Richardson "evocaba" a la mujer que Hemingway conoció y de la que se enamoró durante su recuperación de las heridas sufridas durante la Primera Guerra Mundial, Agnes von Kurowsky, pero en Richardson, Hemingway vio una la infantilidad que le faltaba a Agnes.
Durante el invierno de 1921, Richardson retomó su música y realizó actividades al aire libre. Ella y Hemingway mantuvieron correspondencia durante el invierno. Cuando ella expresó sus dudas sobre la diferencia de edad, él "protestó que no había ninguna diferencia". Hemingway la visitó en San Luis en marzo de 1921, y dos semanas después ella lo visitó en Chicago. Luego, no se vieron durante dos meses hasta que él regresó a San Luis en mayo. En su correspondencia, ella prometió comprarle una máquina de escribir Corona para su cumpleaños. En junio, anunció su compromiso a pesar de las objeciones al matrimonio por parte de sus amigos y su hermana. Richardson creía que sabía lo que estaba haciendo y, lo que es más importante, tenía una herencia con la que mantenerse a sí misma y a su marido. Ella creía en el talento de Hemingway y creía que "ella era la adecuada para él".
Se casaron el 3 de septiembre de 1921 en Bay Township, Míchigan y pasaron su luna de miel en la cabaña de verano de la familia Hemingway en Walloon Lake. El clima era miserable y tanto Richardson como Hemingway sufrieron fiebre, dolor de garganta y tos. La pareja regresó a Chicago después de su luna de miel, donde vivieron en un pequeño apartamento en North Dearborn Street.
La muerte de un tío odiado le dio a Richardson otra herencia e independencia financiera adicional para la pareja. Inicialmente, tenían la intención de visitar Roma, pero Sherwood Anderson los convenció de visitar París. El consejo de Anderson de vivir en París le interesó, y cuando dos meses después contrataron a Hemingway como corresponsal extranjero del Toronto Star, la pareja se fue a París. Del matrimonio de Hemingway con Richardson, el biógrafo de Hemingway, Jeffrey Meyers, afirma: "Con Richardson, Hemingway logró todo lo que había esperado con Agnes: el amor de una mujer hermosa, un ingreso cómodo, una vida en Europa".

### París
En París, Richardson y Hemingway vivían en un pequeño apartamento en el número 74 de la rue du Cardinal Lemoine, en el Barrio Latino. En el invierno de 1921, descubrió la librería Shakespeare and Company, que también funcionaba como biblioteca de préstamo y estaba dirigida por la expatriada estadounidense Sylvia Beach. Richardson fue allí a comprar las obras de James Joyce, que a ella le gustaron, porque Beach había publicado el Ulises de Joyce. Los Hemingway conocieron a Joyce por primera vez en la librería en marzo de 1922.

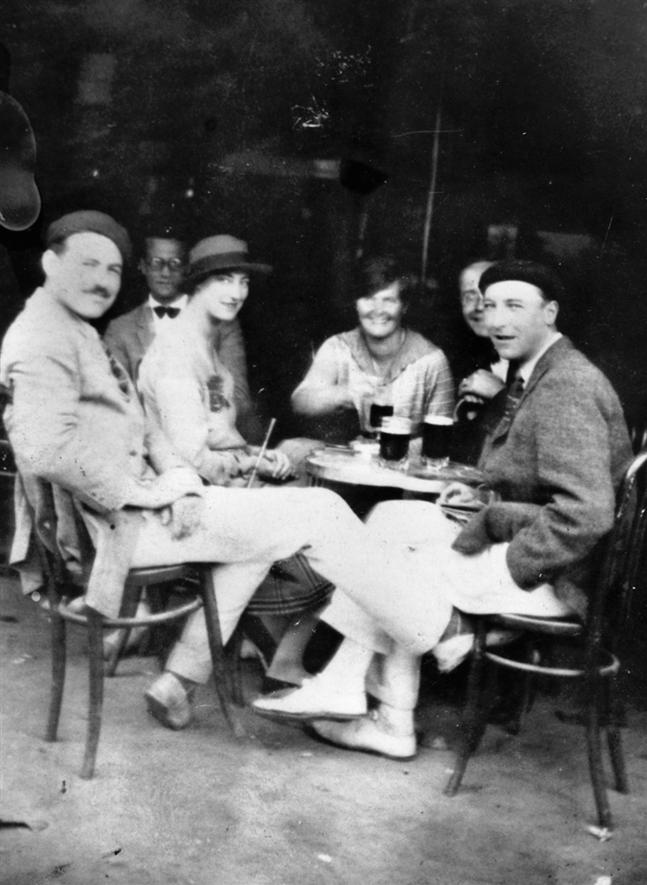
Ernest Hemingway (izquierda), con Harold Loeb, Lady Duff Twysden (con sombrero), Hadley Richardson Hemingway, Donald Ogden Stewart (medio tapado, en segundo plano) y Pat Guthrie (en la derecha) en Pamplona, España, julio de 1925.

A través de las cartas de presentación de Anderson, Hemingway conoció a Ezra Pound, quien invitó a la pareja a tomar el té, y fueron invitados al salón de Gertrude Stein. Stein, a su vez, visitó a la joven pareja en su apartamento. La relación de Hemingway y Stein se volvió hostil después de que Hemingway ganara fama (ver Hemingway's Boat, Paul Hendrickson, 2011, y Hemingway, Kenneth Lynn, 1987). Esa primavera, Richardson y Hemingway viajaron a Italia y, en verano, a Alemania. Richardson fue solo a Ginebra en diciembre de 1922 para encontrarse con Hemingway, que estaba cubriendo una conferencia de paz. Fue durante este viaje, mientras esperaba un tren en la estación de Lyon, que Richardson extravió y perdió una maleta llena de manuscritos de Hemingway. Devastado y enojado por la pérdida de su trabajo, la culpó.
Unos meses más tarde, cuando se enteraron de que Richardson estaba embarazada, la pareja decidió mudarse a Toronto para asistir al nacimiento del niño. Antes de marcharse, la pareja fue por primera vez a ver los toros y los encierros de las Fiestas de San Fermín de Pamplona. Su hijo John Hadley Nicanor Hemingway nació el 10 de octubre de 1923 en Toronto.  Lleva el nombre de su madre Hadley y del joven matador español Nicanor Villalta, que había impresionado a Hemingway el verano anterior. El bebé estaba sano y el parto fue rápido; Hemingway se lo perdió, ya que lo habían enviado a Nueva York por una misión y regresaba en tren cuando su esposa se puso de parto. Richardson apodó al bebé Bumby.
En Toronto, la familia vivía en un pequeño apartamento en Bathurst Street con "espacio suficiente en las paredes para colgar su colección de cuadros". Richardson calificó de "absurdas" las tareas encomendadas a su marido en el Toronto Star. Hemingway consideraba que Toronto era aburrido y quería regresar a París para vivir la vida de un escritor en lugar de vivir la vida de un periodista de Toronto. Cuando Bumby tenía sólo unos meses, regresaron a París y en enero de 1924 se mudaron a un nuevo apartamento en la Rue Notre Dame des Champs. Richardson contrató a una mujer para que le ayudara con las tareas del hogar y con Bumby, y pidió prestado un cochecito para llevar al bebé a pasear por los jardines de Luxemburgo . El bautizo de Bumby se llevó a cabo en la Iglesia Episcopal de St. Luke en marzo con "Chink" Dorman-Smith y Gertrude Stein como padrinos. Unos meses más tarde, la mala gestión de sus fondos dejó a Richardson con una pérdida financiera y, al mismo tiempo, Hemingway comenzó a trabajar como editor para la pequeña revista modernista de Ezra Pound y Ford Madox Ford, Transatlantic Review. En junio, Richardson y Hemingway volvieron a Pamplona, dejando a Bumby en París, y ese invierno fueron por primera vez a Austria a vacacionar en Schruns.
Algún tiempo después de su regreso a París desde Canadá, Hemingway conoció a las hermanas Pfeiffer. Cuando en junio de 1925 Hemingway y Richardson abandonaron París para su visita anual a Pamplona (el tercer año que lo hacían), iban acompañados por un grupo de expatriados estadounidenses y británicos, entre ellos Pauline Pfeiffer. El viaje inspiró la primera novela de Hemingway, Fiesta (The Sun Also Rises), que comenzó a escribir inmediatamente después de la fiesta y la terminó en septiembre. En noviembre, como regalo de cumpleaños para Richardson, Hemingway compró el cuadro La granja de Joan Miró.

### Divorcio
Su matrimonio se desintegró mientras Hemingway escribía y revisaba Fiesta, aunque dedicó la novela a "Hadley y... John Hadley Nicanor."  Por segundo año, fueron a Schruns para Navidad, pero ese año se les unió Pauline Pfeiffer. Hemingway regresó con Pfeiffer a París, dejando a Richardson con Bumby en Austria. Mientras Richardson estaba en Austria, Hemingway navegó a Nueva York y luego regresó a París en marzo, momento en el que pudo haber comenzado su aventura con Pauline. En la primavera de 1926, Richardson se enteró del asunto, aunque soportó la presencia de Pauline en Pamplona durante los sanfermines de ese mes de julio, a su regreso a París, Richardson y Hemingway decidieron separarse y Richardson solicitó formalmente el divorcio en otoño. En noviembre habían dividido sus posesiones y Richardson aceptó la oferta de Hemingway de por los derechos sobre Fiesta (The Sun Also Rises). La pareja se divorció en enero de 1927 y Hemingway se casó con Pauline Pfeiffer en mayo del mismo año.

## Paul Mowrer
Richardson permaneció en Francia hasta 1934. Entre sus muchos amigos en París se encontraba Paul Mowrer, corresponsal extranjero del Chicago Daily News, a quien conoció en la primavera de 1927, poco después de que finalizara su divorcio. Periodista y escritor político, en 1929 Mowrer ganó el Premio Pulitzer. El 3 de julio de 1933, después de un noviazgo de cinco años, Richardson y Paul Mowrer se casaron en Londres. Richardson estaba especialmente agradecido por la cálida relación de Mowrer con Bumby. Poco después de casarse, regresaron a los EE. UU. a Lake Bluff, Illinois, un suburbio de Chicago, donde vivieron durante la Segunda Guerra Mundial. Continuó recibiendo los derechos de autor de The Sun Also Rises, que incluían los derechos de autor de la película de 1957.

## París era una fiesta
Las memorias de Hemingway, París era una fiesta (A Moveable Feast), no fueron publicadas hasta 1964, tres años después de la muerte de Hemingway. En ellas se capta el matrimonio de Hemingway con Richardson y su vida juntos en París desde principios hasta mediados de la década de 1920.

## Últimos años y fallecimiento
Cuando Richardson dejó su matrimonio con Hemingway, ella perdió su atención. Según los informes, vio a Hemingway sólo dos veces después de su divorcio. En julio de 1939, ella y Mowrer se encontraron con él mientras estaban de vacaciones en Wyoming, y, según A. E. Hotchner, la última vez que Hemingway informó haber visto a Richardson fue después de un breve y espontáneo encuentro en París. 
Richardson murió el 22 de enero de 1979 en Lakeland, Florida, a la edad de 87 años. Está enterrada en New Hampshire en el cementerio Chocorua en Tamworth.
En 1992 se publicó Hadley de Gioia Diliberto, una biografía de Hadley Richardson. El libro, que se basa en una extensa investigación, incluido el acceso exclusivo del autor a una serie de conversaciones grabadas con Richardson, fue reeditado en 2011 como Paris Without End: The True Story of Hemingway's First Wife.
En 2011, se publicó un libro titulado The Paris Wife: A Novel de Paula McLain, que cuenta la historia completa de la relación de Hadley Richardson con Hemingway "contada por ella". Aunque es una obra de ficción, su narrativa es fiel a los hechos conocidos.